# Bessens
Bessens é uma comuna francesa na região administrativa da Occitânia, no departamento de Tarn-et-Garonne. Estende-se por uma área de 9.27 km², e possui 1.497 habitantes, segundo o censo de 2018, com uma densidade de 160 hab/km².